# سكوت وارنر (تنس)
سكوت وارنر (بالإنجليزية: Scott Warner)‏ مواليد 22 ديسمبر 1965 في ساكرامنتو، هو لاعب كرة مضرب أمريكي سابق وكان يلعب باليد اليمنى. أعلى تصنيف له في الفردي كان المركز الـ 180 في سنة 1989. أعلى تصنيف له في الزوجي كان المركز الـ 85 في سنة 1989.

## النهائيات

### الزوجي: (2)
| الرقم | التاريخ | الدورة                    | الأرضية | الشريك      | المنافس               | النتيجة       |
| ----- | ------- | ------------------------- | ------- | ----------- | --------------------- | ------------- |
| 1.    | 1989    | يننيتكا، الولايات المتحدة | صلبة    | فيل جانسون  | بيل بنجيس آركي إنجل   | 6–7, 6–4, 6–4 |
| 2.    | 1989    | برغن                      | سجاد    | غرانت كونيل | ريكارد بيرغ كيلي جونز | 7–5, 6–4      |

## روابط خارجية
- سكوت وارنر على موقع رابطة محترفي التنس (الإنجليزية)
- سكوت وارنر على موقع الاتحاد الدولي لكرة المضرب (الإنجليزية)
- سكوت وارنر على موقع خلاصة التنس.كوم (الإنجليزية)